# 阿尔蔡-沃尔姆斯县
阿尔蔡-沃尔姆斯县（德語：Landkreis Alzey-Worms）是德国莱茵兰-普法尔茨州的一个县，首府阿尔蔡。

## 地理
阿尔蔡-沃尔姆斯县北面与美因茨-宾根县，东面与大盖劳县（黑森州），东南面与沃尔姆斯市，南面与巴特迪克海姆县，西南面与唐纳山县，西北面与巴特克罗伊茨纳赫县相邻。